# Aldeia Velha (Silva Jardim)
Aldeia Velha é um distrito do município de Silva Jardim, na região das Baixadas Litorâneas, no estado do Rio de Janeiro, Brasil. O distrito é também conhecido como Quartéis.

## Histórico
A origem de Aldeia Velha se confunde com a origem de Casimiro de Abreu. Originou-se de um antigo aldeamento dos índios Guarulhos, fundado em 1748 pelo capuchinho italiano Francisco Maria Táli, no lugar hoje conhecido por Aldeia Velha. Neste local, foi erguida a primeira capela dedicada à Sacra Família, tendo a população nascente recebido, em 1761, Foros de Freguesia, sob a denominação da Sacra Família de Ipuca, declarada perpétua em 1800. Arruinada a Capela e devido à ocorrência freqüente de surtos de epidemias na localidade, a sede da Freguesia foi transferida para junto da foz do Rio São João( atualmente Barra de São João), onde se edificou uma Igreja, consagrada a São João Batista.
O distrito de Aldeia Velha apresenta características culturais distintas do restante do município de Silva Jardim, que derivaram de sua formação secundária por colonos suíços e alemães vindos de Nova Friburgo ainda no século XIX. Estes construíram um povoado com aspecto europeu reforçado pela aparência dos moradores de pele muito clara e olhos azuis. 

## Localização
A localidade de Aldeia Velha, ou Quartéis, situa-se no pé da Serra do Mar na divisa política entre os municípios de Silva Jardim e Casimiro de Abreu, distante 8 quilômetros da BR-101 e da portaria da Reserva Biológica Poço das Antas por uma estrada ainda não pavimentada. Trata-se de um povoado cercado por áreas de Mata Atlântica preservada pelas propriedades rurais da região. Aldeia Velha Por sua relevância no cenário ambiental recebeu o título de capital do ecoturismo no estado do Rio de Janeiro.
É um pequeno povoado, com aproximadamente 900 habitantes. Está localizada dentro da APA São João/ Mico Leão Dourado, que inclui a Reserva Biológica Poço das Antas, e segue em direção a Serra do Mar, onde se encontram montanhas cobertas pela Floresta Atlântica, com suas inúmeras nascentes que formam os rios Aldeia Velha e Quarteis. É um lugar de belezas naturais sem iguais, habitat do Mico Leão Dourado.
A localidade de Aldeia Velha possui acesso ao encontro dos rios na região de Lumiar (Nova Friburgo) pela estrada vicinal do Macharet. Ficando a 13 km de distancia o encontro dos rios do centro da vila de Aldeia Velha. A vila de Aldeia Velha ainda possui acesso por trilhas ao distrito de Correntezas (Silva Jardim) e Também, através da trilha do Arreia Mochila, a localidade de Toca Da Onça (Nova Friburgo).

## Belezas Naturais
Nos afluentes do rio quarteis podemos encontrar as seguintes cachoeiras: Cachoeira 7 quedas, um complexo de 7 cachoeiras preservadas por uma RPPN com visita permitida apenas com guia; Cachoeira do Escorrega, em outro afluente do rio do rio quarteis, localizado no sítio 3M com entrada livre possui 3 cachoeiras no complexo e estrutura de bar. Além das cachoeiras o rio Quarteis passa pela vila e possui ótimos poços para banho como o poço da Raiz, Poço da Surucucu, poço da Ponte, entre outros.
No Rio Aldeia Velha Estão localizadas as seguintes cachoeiras: A Cachoeira do Macharet, onde é cobrado a entrada,  possui ainda estrutura de restaurante; A Cachoeira das Andorinha, onde é cobrado a entrada, é um Complexo de 4 cachoeiras que formam ótimos poços para banho e possui estrutura de restaurante. O rio Aldeia Velha também possui poços para banho próximo da vila como o Poço do Ernesto, Poço do Bambuzal, Poço do Barranco, entre outros.
A localidade de Aldeia velha ainda possui um terceiro rio mais afastado da vila, o ribeirão dos 40, que possui alguns poços bonitos para banho, como o Poço Perdido, porém com acesso mais difícil que os outros dois rios.